# Jaya Ananda
Jaya Ananda (?-1342) ou Chế A Nan, est le roi du Royaume de Champā de la XIIe dynastie Cham. Il règne de 1318 à 1342.

## Contexte
Bien qu'étant issu à l'origine de la  dynastie Trần il réussit à se hisser à un rang militaire élevé dans le royaume du Champa, et il parvient ainsi au trône. Jaya Ananda ou Chế A Nan est fait roi de  Champa après la fuite de Jaya Simhavarman V Chế Năng:229–230. Il doit combattre pour maintenir l'indépendance du pays contre Trần Minh Tông en 1326:90–91.
Après sa mort 1342, son gendre Cham Tra Hoa Bo De doit combattre pendant 6 années l’héritier du trône son fils Che Mo avant d’accéder au pouvoir,. En 1342, Che Mo s'enfuit à la cour de  Trần Dụ Tông où il meurt peu après lors d'une tentative pour recouvrer  le trône du Champa en 1353, Tra Hoa Bo De devient alors roi incontesté du Champa:91 .